# ジェフェソン・ポワロ
ジェフェソン・ポワロ（Jefferson Poirot、1992年11月1日 - ）は、トップ14ユニオン・ボルドー・ベグルに所属するラグビー選手でチームの主将。

## プロフィール
- フランス・リスル＝アダン出身。
- ポジションはプロップ(PR)。
- 身長 181cm、体重 123kg
- U20フランス代表に選ばれたことがある[1]。
- フランス代表キャップは36（2021年1月現在）でラグビーワールドカップ2019のフランス代表に選ばれた[2]。

## 略歴
CAブリーヴを経て、2012年、ボルドーに加入。 